# Apophua hispida
Apophua hispida là một loài tò vò trong họ Ichneumonidae.